# Astrup (Hjørring)
Astrup is een plaats in de Deense regio Noord-Jutland, gemeente Hjørring. De plaats telt 605 inwoners (2019). Astrup valt binnen de gelijknamige parochie.
De kerk van Astrup is oorspronkelijk gebouwd rond 1150. Het huidige gebouw dateert uit de eerste helft van de 13 eeuw. De kerk heeft geen toren, maar in 1639 werd wel melding van een toren gemaakt. De kerk behoorde eeuwenlang tot het landgoed Bøgsted. In 1910 is in de kerk een baksteen ontdekt met runentekens.
Tot 2007 had Astrup een centrumfunctie voor het noordwestelijke deel van de toenmalige gemeente Sindal. In januari van dat jaar ging de gemeente op in de gemeente Hjørring.
Vlak bij Astrup ligt het bosgebied Bøgsted Skov.
In 2000 kreeg Astrup de titel Årets børneby, waarmee het werd benoemd tot de meest kindvriendelijke plaats in Noord-Jutland in dat jaar.